# Ahmed Annas
Ahmed Annas – nigeryjski piłkarz grający na pozycji obrońcy. W swojej karierze grał w reprezentacji Nigerii.

## Kariera klubowa
W swojej karierze piłkarskiej Annas grał w klubie Racca Rovers FC.

## Kariera reprezentacyjna
W 1978 roku Annas został powołany do reprezentacji Nigerii na Puchar Narodów Afryki 1978. Wystąpił w nim w czterech meczach: grupowych z Górną Woltą (4:2), z Ghaną (1:1) i z Zambią (0:0) i w półfinałowym z Ugandą (1:2). Z Nigerią zajął 3. miejsce w tym turnieju.